# Arbàcids
Els arbàcids (Arbaciidae) són una família d'equinoderms equinoïdeus, l'única de l'ordre Arbacioida. Es distingeixen d'altres eriçons de mar per la presència de cinc plaques separades al voltant de l'anus. A diferència d'altres grups relacionats, com els Salenioida, tots els tubercles sobre les testes són de mida similar.

## Taxonomia
L'ordre conté 15 gèneres:
- Gènere Arbacia Gray, 1835
- Gènere Arbaciella Mortensen, 1910
- Gènere Arbia Cooke, 1948 †
- Gènere Baueria Noetling, 1885 †
- Gènere Codiopsis L. Agassiz in Agassiz & Desor, 1846 †
- Gènere Coelopleurus L. Agassiz, 1840
- Gènere Dialithocidaris A. Agassiz, 1898
- Gènere Habrocidaris A. Agassiz & H.L. Clark, 1907
- Gènere Magnotia †
- Gènere Micropedina Cotteau, 1867 †
- Gènere Podocidaris A. Agassiz, 1869
- Gènere Protechinus Noetling, 1897 †
- Gènere Pygmaeocidaris Döderlein, 1905
- Gènere Sexpyga Shigei, 1975
- Gènere Tetrapygus L. Agassiz, 1841